# جون غولشميدت
جون غولشميدت (بالإنجليزية: John Goldschmidt)‏ هو مخرج بريطاني، ولد في 1 أغسطس 1943 في لندن في المملكة المتحدة.

## وصلات خارجية
- جون غولشميدت على موقع IMDb (الإنجليزية)
- جون غولشميدت على موقع ألو سيني (الفرنسية)
- جون غولشميدت على موقع أول موفي (الإنجليزية)
- جون غولشميدت على موقع قاعدة بيانات الأفلام السويدية (السويدية)
- جون غولشميدت على موقع قاعدة بيانات الفيلم (الإنجليزية)
- جون غولشميدت على موقع كينوبويسك (الروسية)